# 60-talet
60-talet var det sjunde årtiondet e.Kr. Det började 1 januari 60 e.Kr. och slutade 31 december 69 e.Kr.

## Händelser
- 18 juli 64 - Staden Rom brinner ner och återuppbyggs på fasta grunder.

## Födda
- 63 – Plinius den yngre, romersk jurist, författare och senator.

## Avlidna
- Paulus, apostel.
- Petrus, apostel.